# Caudron Simoun
Le Caudron Simoun est un avion de tourisme français construit par la Société des avions Caudron. Rachetée en 1933 par Louis Renault, cette société fut alors connue sous le nom Caudron-Renault.

## Évolutions

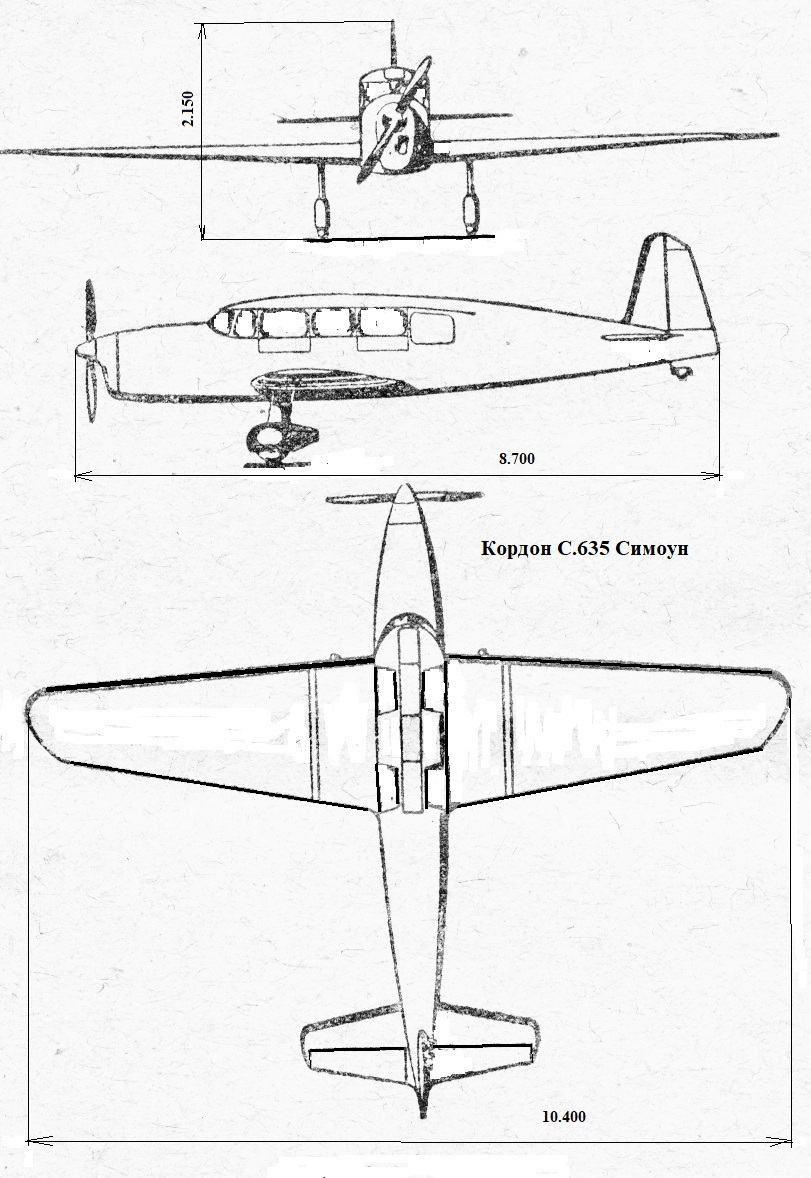
Plan trois vues du Caudron Simoun.

Conçu par Marcel Riffard à la demande du Ministère de l'Air, pour participer au Challenge international de tourisme 1934, le Simoun C500 était dérivé des C360 et 362 de la coupe Deutsch. Les deux premiers prototypes C500, équipés de moteurs Renault, firent leurs premiers vols début septembre 1934. Un modèle légèrement modifié C520 fut exposé au quatorzième salon de l'Aéronautique en novembre 1934. Présenté comme la Viva Grand Sport des Airs ou la Limousine de l'air, en référence à l'automobile Renault Viva Grand Sport, il était proposé en deux versions : le C500 équipé d'un moteur Renault Bengali 4 cylindres de 140 ch et le C520 équipé du Bengali 6 cylindres de 170 ch.
Le modèle C520 évolua en C620 (prototype) puis en C630 (cabine modifiée), qui fut produit à vingt exemplaires.
La version finale du Simoun, produite avec la précédente à plus de cinq cents exemplaires, est le C635 avec voilure en dièdre de 4° sur l'extrados et équipé du Bengali 6 cylindres de 220 ch.

## Utilisations
Le Simoun fut un des premiers avions de tourisme (avec le Messerschmitt Bf 108) capable d'atteindre 300 km/h. Il était équipé d'une hélice Ratier 2 pales à pas variable.
La compagnie aéropostale Air Bleu, créée en 1935, s'équipa de douze Simoun (C630 et C635) qui effectuèrent les liaisons postales intérieures de Paris au Havre, à Lille, à Strasbourg et à Bordeaux. La poste française a émis en 1979 un timbre-poste de 1,20 F, dessiné et gravé par Pierre Béquet, qui représente cinq avions alignés et la carte des trajets. 
De 1935 à 1936, 110 Simoun C635 sont commandés par l'Armée de l'air pour servir d'avion de liaison et d'entraînement. L'Aéronautique navale en reçut de son côté 32 exemplaires.
Sur les 650 commandés, un peu plus de 500 avaient été produits avant mai 1940. Il n'existe aujourd’hui que deux survivants Caudron Simoun, l'un est en exposition permanente au Musée de l’Air et de l’Espace de Paris-Le Bourget, le second a l'ambition de retourner dans le ciel d’Europe grâce à l'Association pour la Renaissance du Caudron Simoun.

## Les raids
Vu le prix de l'appareil (entre 128 000 et 157 000 francs français de l'époque), seuls de riches amateurs purent se l'offrir. Des pilotes célèbres le possédèrent (Michel Détroyat, Marcel Doret, Antoine de Saint-Exupéry) ou l'utilisèrent à titre promotionnel (André Japy, Maryse Bastié, Maryse Hilsz). Pour l'anecdote, Antoine de Saint-Exupéry eut un accident à bord de cet avion, le 30 décembre 1935, en plein désert de Libye. Cet épisode l'inspirera pour son chef-d'œuvre, le Petit Prince.
Le premier raid tenté en Simoun fut celui de Génin et Robert vers Madagascar : partis du Bourget le 18 décembre 1935, ils se posèrent à Tananarive le 21 décembre en ayant couvert les 8 665 km en 57 h 36 en cinq étapes.
En 1936-1937, plusieurs tentatives sont faites sur Paris-Tokyo pour battre la limite des cent heures.
La première est celle d'André Japy en novembre 1936. À la fin du vol, son appareil est détruit lors d'un atterrissage forcé dans l'île de Kyushu : il avait quand même atteint le Japon après avoir parcouru 14 000 km en 75 h 15 de vol.
Le 20 janvier 1937, Marcel Doret prend son envol pour tenter de réaliser le raid Paris-Tokyo, avec un Simoun-Caudron à moteur Renault de 220 chevaux, en moins de 100 heures. Un voyage en compagnie de l'opérateur radio Micheletti, qui sera malheureusement un échec.
Le 31 juillet 1936, André Japy réalise un raid aller-retour France Algérie, volant jusqu'à Alger avec un Caudron Simoun, à moteur de 200 chevaux.
En décembre 1936, Maryse Bastié réalise le vol Dakar-Natal en douze heures et cinq minutes. C’est avec un aéroplane Caudron-Renault-Simoun à moteur de 220 chevaux de puissance qu'elle a réalisé ce raid affichant environ 3050 kilomètres.